# Obserwatorium Siding Spring
Obserwatorium Siding Spring (Siding Spring Observatory, SSO) – australijskie obserwatorium astronomiczne położone w stanie Nowa Południowa Walia, 27 km na zachód od miasta Coonabarabran. Znajduje się na górze Siding Spring (zwanej też Mount Woorut) o wysokości około 1160 m n.p.m., na wschodniej granicy parku narodowego Warrumbungle National Park. Jest najważniejszym optycznym obserwatorium w Australii. Zarządza nim Research School of Astronomy and Astrophysics (RSAA) – wydział Australian National University (ANU). Znajdują się tu teleskopy należące do RSAA oraz innych instytucji australijskich i zagranicznych, w tym największy teleskop optyczny w Australii – Teleskop Angielsko-Australijski (AAT). Obserwatorium Siding Spring jest udostępnione dla zwiedzających w ciągu dnia.
Zgodnie z nomenklaturą Międzynarodowej Unii Astronomicznej Obserwatorium Siding Spring otrzymało kod 413.

## Historia
Poprzednikiem Obserwatorium Siding Spring było Obserwatorium Mount Stromlo założone w 1924 roku w pobliżu stolicy Australii – Canberry. Było to początkowo obserwatorium słoneczne należące do Brytyjskiej Wspólnoty Narodów. Po II wojnie światowej zajęło się obserwacjami gwiazd i galaktyk. W 1957 roku zostało przejęte przez Australian National University. Wzrastające zanieczyszczenie świetlne od rozbudowującej się stolicy spowodowało konieczność budowy nowego obserwatorium z dala od terenów miejskich, by zapewnić jak najlepsze warunki do nocnych obserwacji nieba. Na miejsce budowy wybrano górę Siding Spring w górach Warrumbungles (Warrumbungle Mountains).
Obserwatorium Siding Spring rozpoczęło pracę w 1964 roku. Organizacyjnie te dwa obserwatoria stanowiły jedną całość o nazwie Mount Stromlo and Siding Spring Observatories. Wszystkie nowe teleskopy budowano odtąd tylko w placówce na Siding Spring.
W 1967 władze brytyjskie i australijskie zdecydowały o budowie wielkiego 3,9-metrowego Teleskopu Angielsko-Australijskiego (AAT). Na jego lokalizację wybrano właśnie Siding Spring. Został on oddany do użytku w październiku 1974, zaś pracę naukową rozpoczął na początku 1975 roku.
Kolejnym dużym teleskopem był oddany do użytku w 1984 roku 2,3-metrowy reflektor, będący wówczas jednym z najbardziej zaawansowanych technologicznie teleskopów świata.
W styczniu 2013 roku miał miejsce pożar buszu, który dosięgnął również obserwatorium. Personel ewakuowano, zniszczeniu uległy trzy należące do obserwatorium budynki, kolejne trzy zostały poważnie uszkodzone. Jednak teleskopy, poza osmaleniem i zabrudzeniem wnętrz kopuł popiołem, nie poniosły żadnych większych uszkodzeń. W połowie lutego 2013 roku w obserwatorium wznowiono nocne obserwacje nieba, zaś na początku kwietnia obserwatorium zostało ponownie otwarte dla gości z zewnątrz. Podobny pożar zniszczył w 2003 roku Obserwatorium Mount Stromlo.

## Działające teleskopy[9][10]

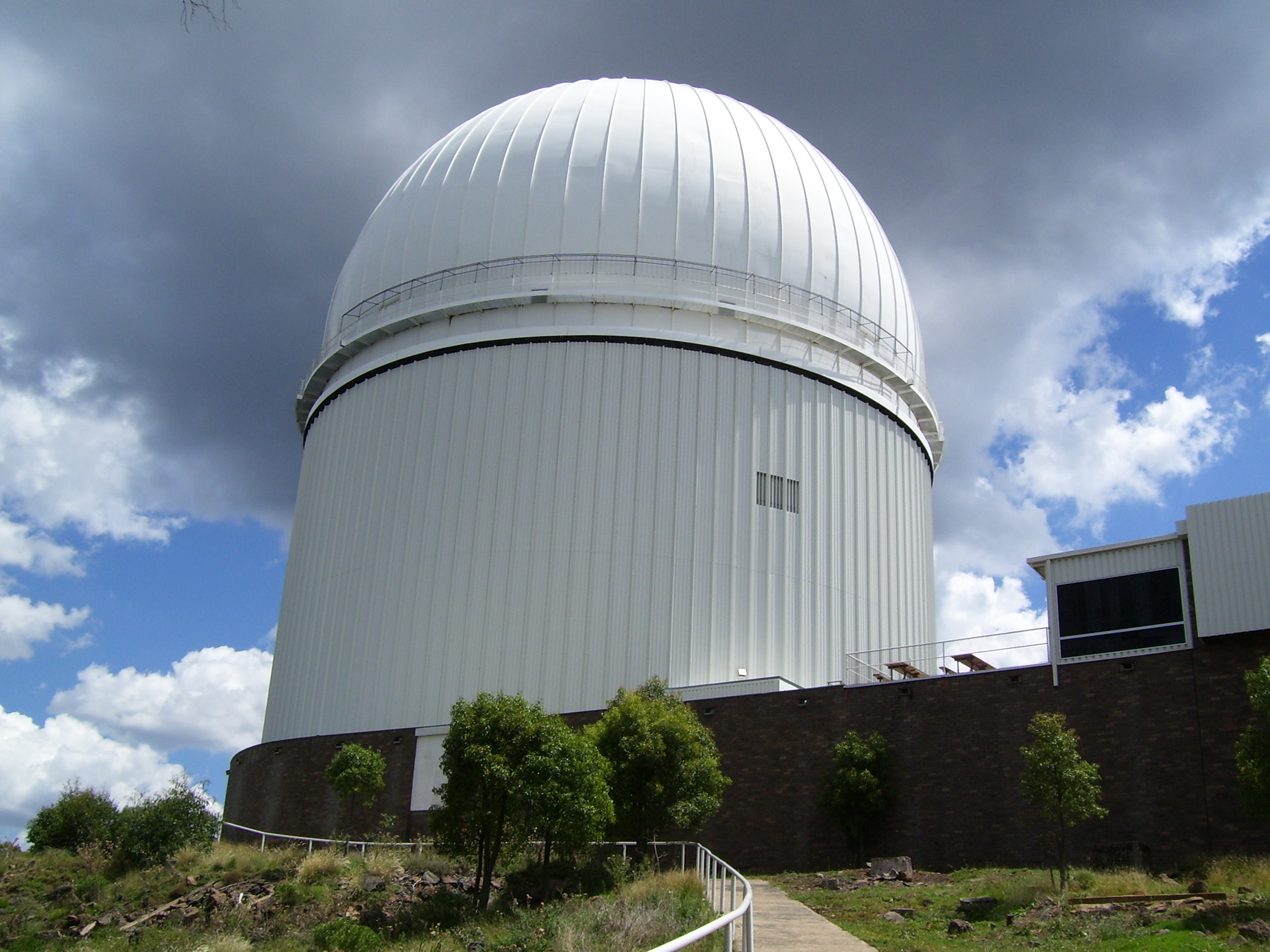
Kopuła Teleskopu Angielsko-Australijskiego

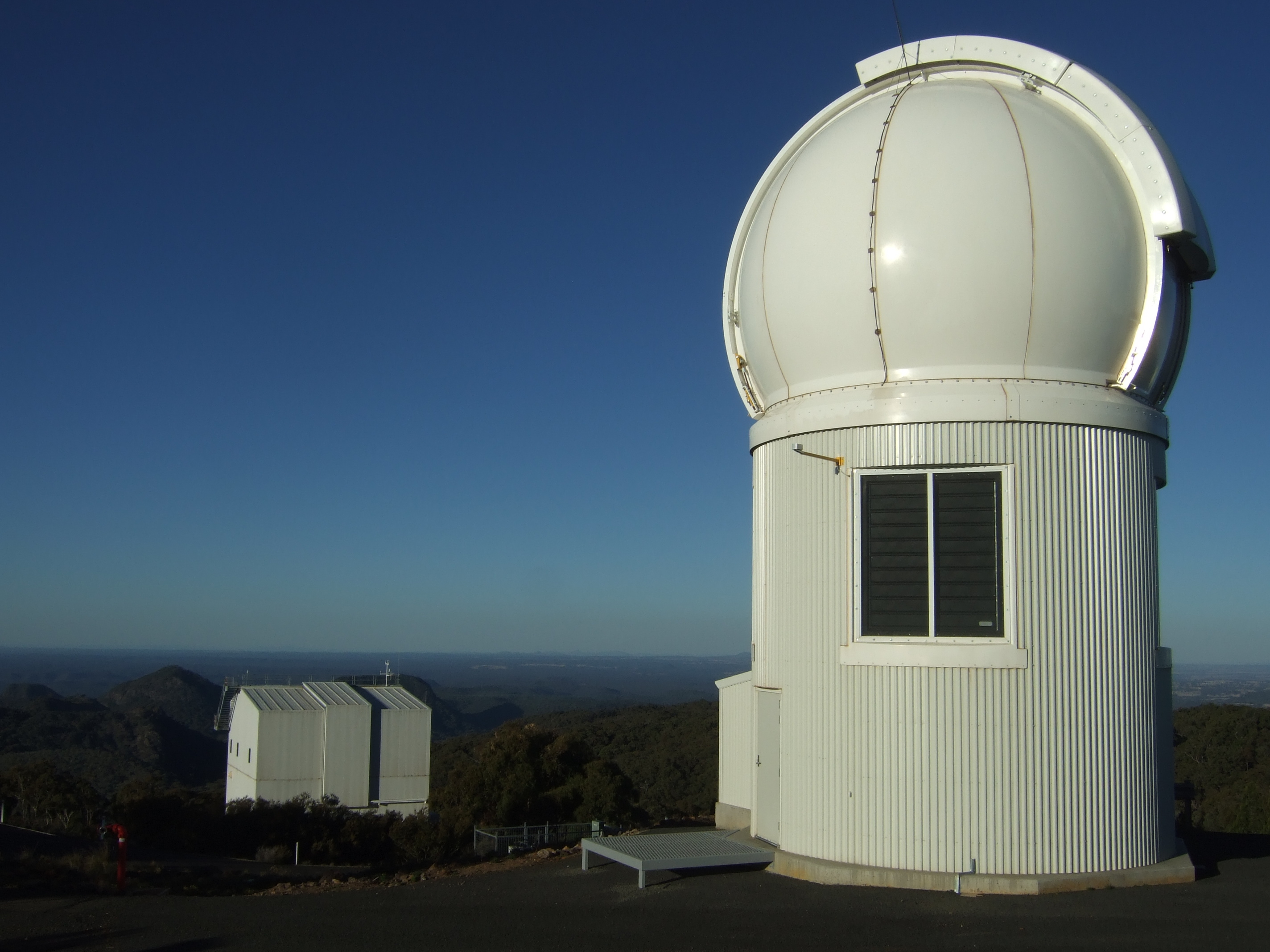
Kopuła teleskopu SkyMapper, w tle teleskop 2,3-metrowy

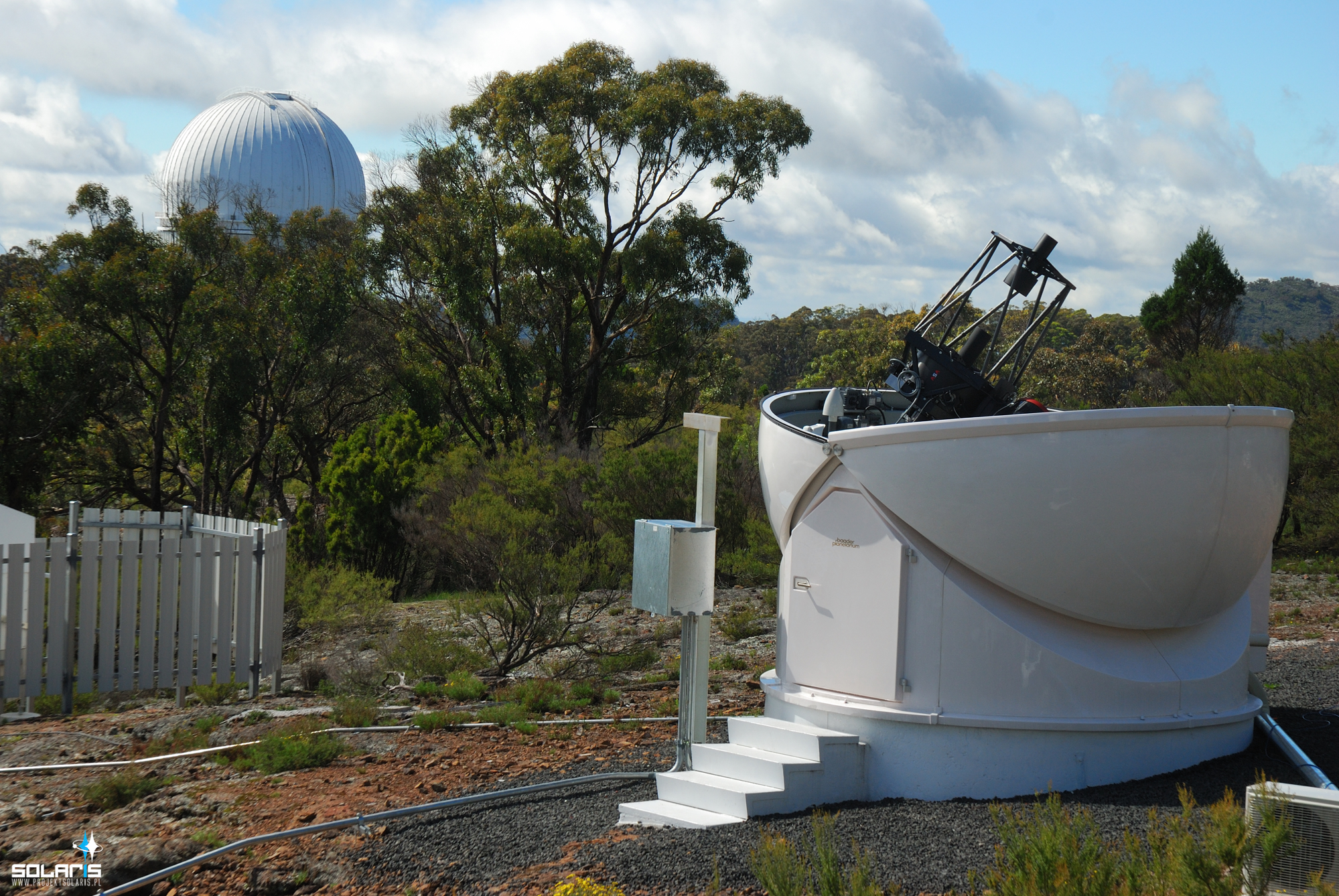
Polski teleskop Solaris

- teleskop 2,3-metrowy należący do ANU, zwany też Advanced Technology Telescope – oddany do użytku w 1984[5]. Jego cechą charakterystyczną jest to, że cały budynek teleskopu znajduje się na obrotowej podstawie i obraca się razem z teleskopem.
- SkyMapper – zautomatyzowany szerokokątny teleskop o średnicy zwierciadła głównego 1,35 m, oddany do użytku w 2008[5], zbudowany w celu stworzenia pierwszego kompleksowego cyfrowego przeglądu nieba południowego. Należy do ANU.
- Teleskop Angielsko-Australijski – 3,9 m, oddany do użytku w 1974, zarządzany przez Australijskie Obserwatorium Astronomiczne
- Faulkes Telescope South – zautomatyzowany teleskop o aperturze 2 m, zarządzany przez Las Cumbres Observatory Global Telescope Network. Należy do sieci teleskopów edukacyjnych obsługiwanych przez Internet przez zarejestrowanych użytkowników – szkoły, stowarzyszenia astronomiczne, zawodowych astronomów itp.
- Hot Jupiters in the Southern Sky – dwa teleskopy zarządzane przez Projekt HAT-South, działają od 2009, służą do wykrywania tranzytujących planet pozasłonecznych. Każdy z nich składa się z czterech identycznych obiektywów o średnicy 0,18 m.
- iTelescope.Net – grupa różnej wielkości zautomatyzowanych teleskopów (maksymalny rozmiar zwierciadła 0,7 m) należących do organizacji typu non-profit o nazwie iTelescope.Net. Działa od stycznia 2013, jest częścią globalnej sieci teleskopów do wykorzystania przez użytkowników Internetu.
- Robotic Optical Transient Search Experiment (ROTSE) – 0,45 m, jeden z czterech rozsianych po całym świecie teleskopów należących do międzynarodowego projektu badawczego ROTSE badającego rozbłyski gamma
- teleskop Solaris – 0,5 m, jest własnością Centrum Astronomicznego im. Mikołaja Kopernika PAN, należy do Projektu Solaris mającego na celu poszukiwanie planet pozasłonecznych w układach gwiazd podwójnych
- UK Schmidt Telescope (UKST) – szerokokątny teleskop o aperturze 1,2 m, służący do wykonywania przeglądów południowego nieba. Oddany do użytku w 1973, początkowo zarządzany przez brytyjskie Obserwatorium Królewskie w Edynburgu, obecnie przez Australijskie Obserwatorium Astronomiczne[11].
- 1,6-metrowy teleskop KMTNet (Korea Microlensing Telescope Network) – szerokokątny koreański teleskop zainstalowany w 2014, służący głównie do wykrywania planet pozasłonecznych przy wykorzystaniu zjawiska mikrosoczewkowania grawitacyjnego. Bliźniacze teleskopy zainstalowano w Chile i Południowej Afryce[12].
- PROMPT A1 – A4 – cztery 17-calowe (42,5 cm) zautomatyzowane, obsługiwane przez Internet teleskopy sieci Skynet zainstalowane w 2013 roku przez Uniwersytet Karoliny Północnej w Chapel Hill[13].

## Teleskopy zdemontowane bądź nieczynne[9][10]
- ANU 40-calowy (1,0 m) teleskop Boller & Chivens – oddany do użytku w 1964, pierwszy teleskop zainstalowany w obserwatorium
- ANU 16-calowy (0,4 m) teleskop Boller & Chivens – oddany do użytku wkrótce po teleskopie 40-calowym, służył do badań fotometrycznych
- ANU 24-calowy (0,6 m) teleskop Boller & Chivens – oddany do użytku w 1966
- UNSW Automated Patrol Telescope (APT) – 0,5 m, szerokokątny. Powstał na bazie kamery Bakera-Nunna służącej do śledzenia sztucznych satelitów, zainstalowanej w latach 60. w Woomera, a potem przeniesionej do stacji Orroral Valley koło Canberry. W 1982 podarowano ją Uniwersytetowi Nowej Południowej Walii, który ją gruntownie zmodyfikował i zainstalował w Obserwatorium Siding Spring. Teleskop ten służył do poszukiwania planet pozasłonecznych.
- Uppsala 0,5 m Schmidt Near Earth Object Survey Telescope – zbudowany w 1956 w Szwecji, zainstalowany w Obserwatorium Mount Stromlo w 1957, przeniesiony do Siding Spring w 1982. Służył głównie do wykrywania planetoid i komet (w ramach programu Siding Spring Survey) oraz różnych fotograficznych badań Drogi Mlecznej.

## Wybrane odkrycia
W obserwatorium tym odkryto łącznie ponad 4500 planetoid, w tym 2687 w ramach programu Siding Spring Survey. Na cześć obserwatorium nazwano planetoidę (2343) Siding Spring.
Odkryto tu również wiele komet, 13 z nich (stan na 2022 rok) nosi nazwę obserwatorium, w tym kometa okresowa 162P/Siding Spring.
Międzynarodowy zespół astronomów w latach 1998–2006 odkrył za pomocą UK Schmidt Telescope 900 mgławic planetarnych w Galaktyce oraz prawie 500 w Wielkim Obłoku Magellana.